# Linia kolejowa Biederitz – Trebnitz
Linia kolejowa Biederitz – Trebnitz – zelektryfikowana dwutorowa magistrala kolejowa w Niemczech, w kraju związkowym Saksonia-Anhalt. Biegnie z Biederitz koło Magdeburga, przez Güterglück w kierunku Dessau-Roßlau. Kończy się na posterunku odstępowym Trebnitz, dawniej granicy między księstwem Anhalt i Prus.